# Park Pobedy
Park Pobedy (ryska: Парк Победы), Segerparken, är en tunnelbanestation på Arbatsko–Pokrovskajalinjen och Kalininsko–Solntsevskajalinjen i Moskvas tunnelbana. 
Stationen är belägen  meter under jord, och är därmed den djupaste stationen i Moskva. Här finns också en av världens allra längsta rulltrappor – 126 meter lång med en åktid på omkring tre minuter.

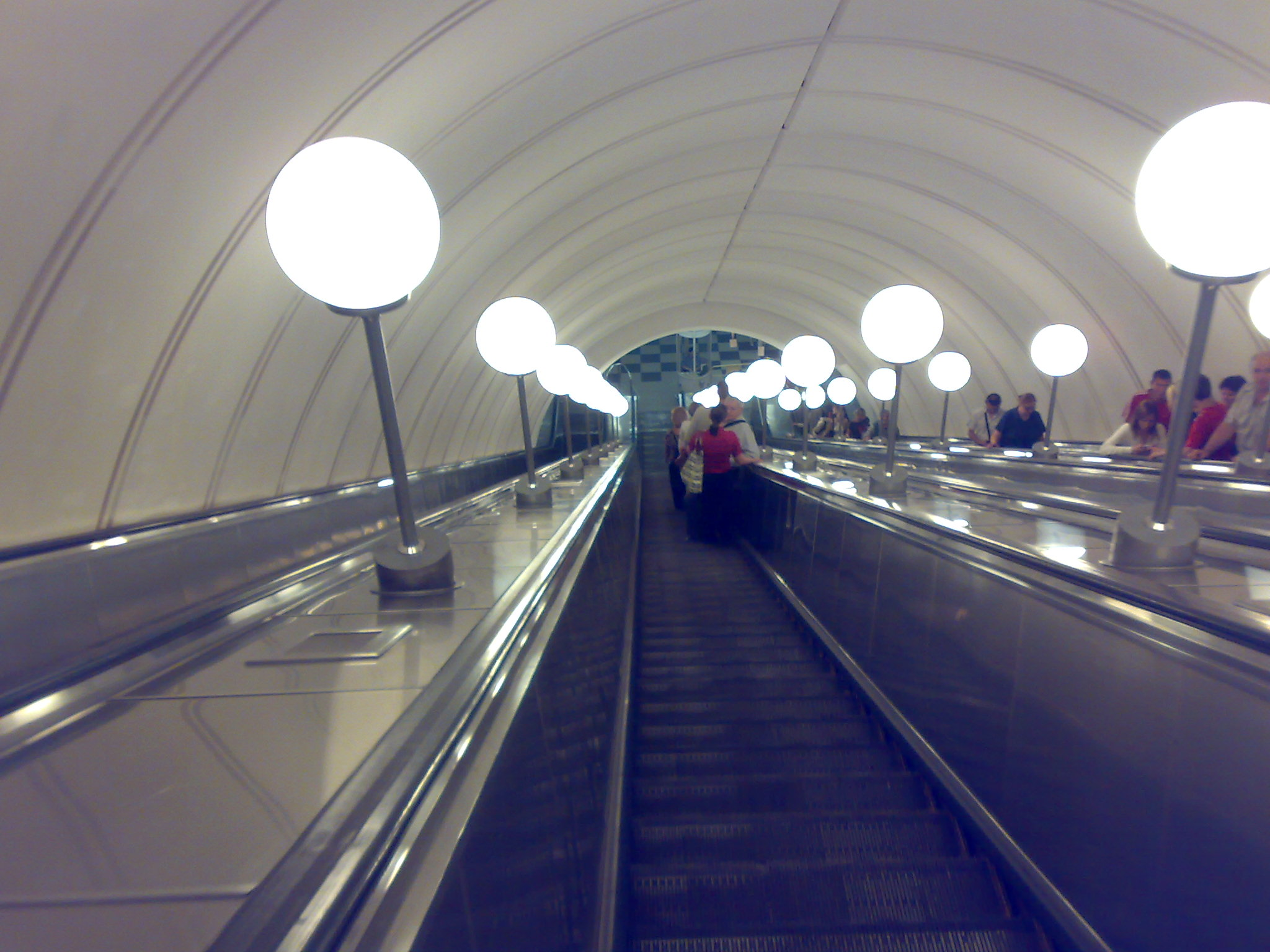
Rulltrappa